# 1995 QD3
1995 QD3 är en asteroid i huvudbältet som upptäcktes den 31 augusti 1995 av den japanska astronomen Takao Kobayashi vid Ōizumi-observatoriet.
Asteroiden har en diameter på ungefär 4 kilometer.